# Cerca Fernandina (de Lisboa)

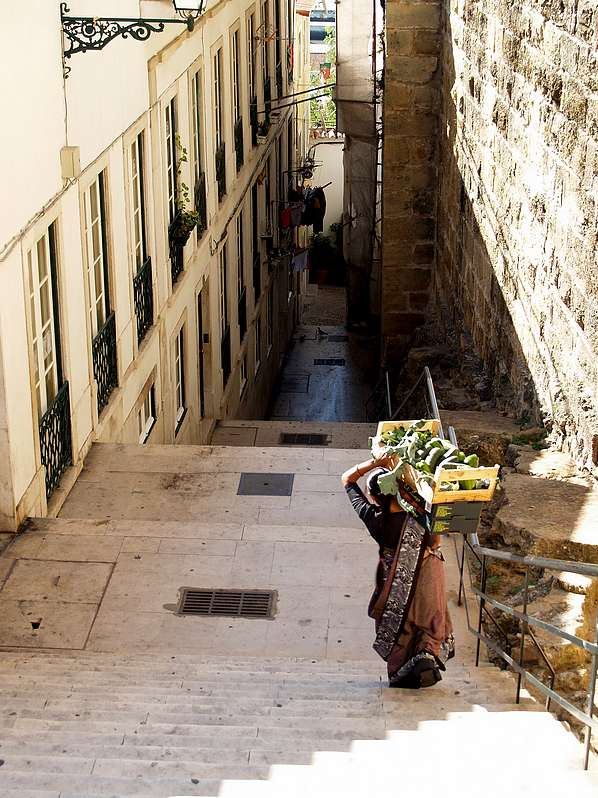

A Cerca Fernandina, também conhecida por Muralhas Fernandinas de Lisboa, são as muralhas da cidade de Lisboa correspondentes à ampliação da cerca velha da era de César, levada a cabo por D. Fernando I  no ano de 1373.
Como componente do Castelo de São Jorge e cercas de Lisboa,  a Cerca Fernandina está classificada como Monumento Nacional desde 1910.

## História
Passados dois séculos da Conquista de Lisboa, governando El-Rei D. Fernando I, vendo este a necessidade de que padecia Lisboa de fortificação, danificada a cerca velha por prejuízos que pouco antes lhe haviam feito os castelhanos, mandou cercar a cidade de novos muros e altas torres no ano de 1373, por conselho de João Anes de Almada, seu Vedor da Fazenda. Ordenou o soberano que, para maior expedição e adiantamento da obra, trabalhassem da parte do mar os moradores de Almada, Sesimbra, Palmela, Setúbal, Coina, Benavente, e toda a mais gente de Riba-Tejo; e da parte da terra, os de Sintra, Cascais, Torres Vedras, Mafra, Alenquer, Arruda dos Vinhos, Atouguia da Baleia, Lourinhã, Cheleiros, Povos, Vila Franca de Xira, e Aldeia Galega.
Com tanta rapidez se operou na edificação desta muralha, que esta se concluiu no ano de 1375, dois anos após o início da obra.

## Características
Abriram-se na nova cerca fernandina 34 portas e postigos.
A muralha tinha início ao pé da Porta da Traição, e descia por São Lourenço onde, pegada à torre do mesmo nome se achava a Porta de São Lourenço, a primeira desta cerca. Daqui vinha à Mouraria, onde se abriam a porta do mesmo nome e a Porta da Rua da Palma. Subia o Jogo da Pela (jogo)Péla, abrindo na Porta da Rua da Péla, e Monturo do Colégio. Atravessava a Calçada de Santa Ana onde se abria a Porta de Santa Ana, descendo por entre o Beco de São Luís e o Mosteiro da Encarnação, à Porta de Santo Antão, e Portas das Estrebarias de El-Rei no Rossio. Daqui trepava a São Roque, onde se abria a Porta do Condestável, descendo pela Porta da Trindade para o actual Largo do Chiado, no extremo ocidental do qual se abriam as Portas de Santa Catarina. Corria desde aqui até o actual Cais do Sodré, abrindo sucessivamente na Porta do Duque de Bragança, Porta do Corpo Santo, Porta dos Cubertos e Porta dos Corte Reais. Daqui continuava para o Terreiro do Paço, abrindo no Postigo do Carvão, Porta da Oura e Porta dos Armazéns. Cercava aquela praça pela banda de cima, para a qual abriam sucessivamente a Porta do Arco das Pazes, a Porta da Moeda, a Porta do Arco dos Pregos, a Porta dos Barretes, a Porta da Ribeira e a Porta da Portagem. Seguia pela beira-mar, mais ou menos pelas actuais Rua dos Bacalhoeiros e Rua do Terreiro do Trigo, abrindo na Porta Nova do Mar, Porta da Judiaria, Postigo de Alfama, Porta do Chafariz de Dentro e Postigo da Pólvora, a última porta da cidade da banda do mar. Daqui seguia pela Porta da Cruz, até o Mosteiro de São Vicente de Fora, onde se abria o Postigo do Arcebispo e a Porta de São Vicente. Seguia por entre a cerca deste mosteiro até à Graça, onde se achava o Postigo de Nossa Senhora da Graça, buscando pelo lado do Caracol, onde abria no Postigo do Caracol da Graça, a Porta de Santo André. Daqui o muro seguia até fechar no do Castelo junto à Porta do Moniz.
Contava toda a muralha cinco mil passos de circunferência, e a cidade de muros-a-dentro, três mil e cem de comprido, e mil e quinhentos de largo. Nela havia 46 portas, e 77 torres que a defendiam, algumas das quais se vêem em diversas paragens mais ou menos arruinadas, com seus pedaços de muro em igual estado.